# Suminoe-ku, Osaka
Suminoe (住之江区 Suminoe-ku) là quận thuộc thành phố Osaka, Nhật Bản. Quận này giáp với các quận Minato, Taisho và Nishinari về phía bắc, và Sumiyoshi-ku về phía đông. Khu này có diện tích đất liền lớn nhất trong tất cả các khu của tỉnh Osaka, và chiếm khoảng một nửa diện tích của bến cảng Vịnh Osaka.

Vị trí của Suminoe-ku ở tỉnh Osaka

Suminoe kết nối với khu vực bằng ba tuyến tàu điện ngầm (tuyến Yotsubashi, tuyến Chuo, và tuyến Nankō Port Town), cũng như hai tuyến đường sắt (tuyến chính Nankai và tuyến Hankai) và ba đường cao tốc. Đây cũng là nơi có Bến phà Quốc tế Osaka với các tuyến đến Shikoku và Kyushu, cũng như các điểm đến quốc tế như Thượng Hải, Trung Quốc, và Busan, Hàn Quốc.

## Các địa điểm tham quan

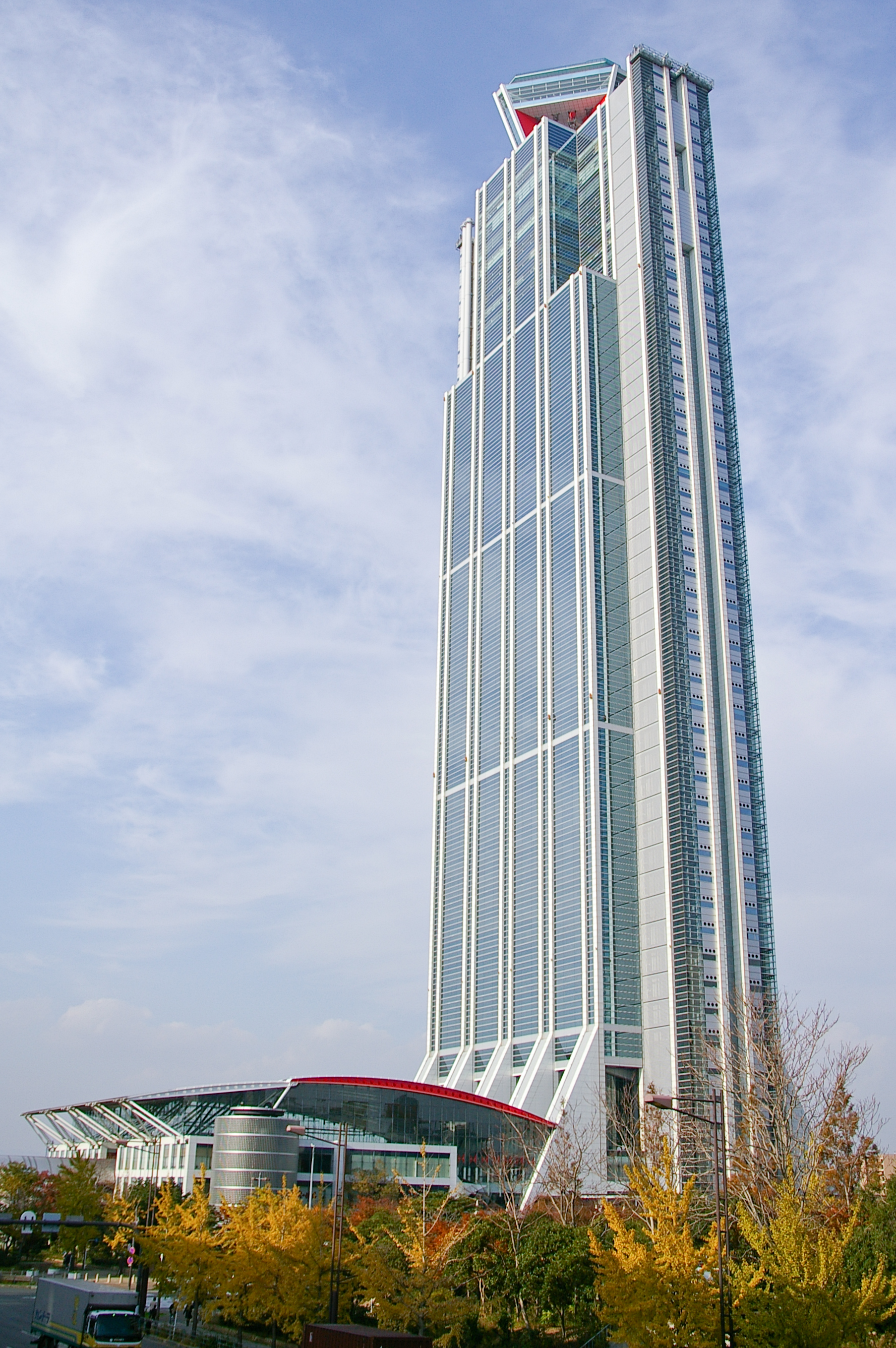
Tòa nhà Sakishima của Chính quyền tỉnh Osaka

Tại khu vực này có nhiều công viên lớn, bảo tàng, cơ sở kinh doanh quốc tế, và nghệ thuật.

### Làng Sáng tạo Kitakagaya
- Một ngôi làng phần lớn lấy bối cảnh trước chiến tranh, tập trung nhiều phòng trưng bày, khu làm việc nghệ sĩ, studio, trang trại đô thị và các cơ sở vật chất sáng tạo khác giữa các nhà máy và nhà khung gỗ cũ[3]
- Chidori Bunka – khu phức hợp làm nghệ thuật và đồ thủ công công cộng, được xây dựng trong tập hợp các công trình cũ được kết nối liên thông với nhau[4]
- Trung tâm Sáng tạo Osaka – khu phức hợp lớn bên bến tàu chuyên về biểu diễn và nghệ thuật
- Morimura@Museum – bảo tàng nghệ thuật tương tác của Yasumasa Morimura, một nghệ sĩ đương đại nổi tiếng của Nhật Bản
- The Branch Art Lab – phòng trưng bày nghệ thuật sinh thái với khu vườn đô thị và chương trình nội trú[5]

### Tòa nhà cao tầng
- Trạm năng lượng cũ của Kansai Electric Nanko – trước đây là nhà máy điện khí, hiện đã ngừng hoạt động
- Intex Osaka – một trong những trung tâm hội nghị và triển lãm lớn nhất Nhật Bản
- Tòa nhà Sakishima của Chính quyền tỉnh Osaka – trước đây được biết đến với tên Trung tâm Thương mại Thế giới Osaka, nằm ở độ cao 256 m (840 ft) là tòa nhà cao thứ ba tại Nhật Bản, với các cửa hàng, nhà hàng và đài quan sát[6]

### Các phòng trưng bày và bảo tàng khác
- Bảo tàng Hàng hải Osaka – một bảo tàng hàng hải từng đoạt nhiều giải thưởng, được thiết kế bởi kiến trúc sư Paul Andreu nhưng đã đóng cửa vào năm 2013, chỉ một thập kỷ sau khi được mở
- Phòng trưng bày thể thao Mizuno
- Bảo tàng Rượu vang Osaka

### Công viên và cơ sở giải trí

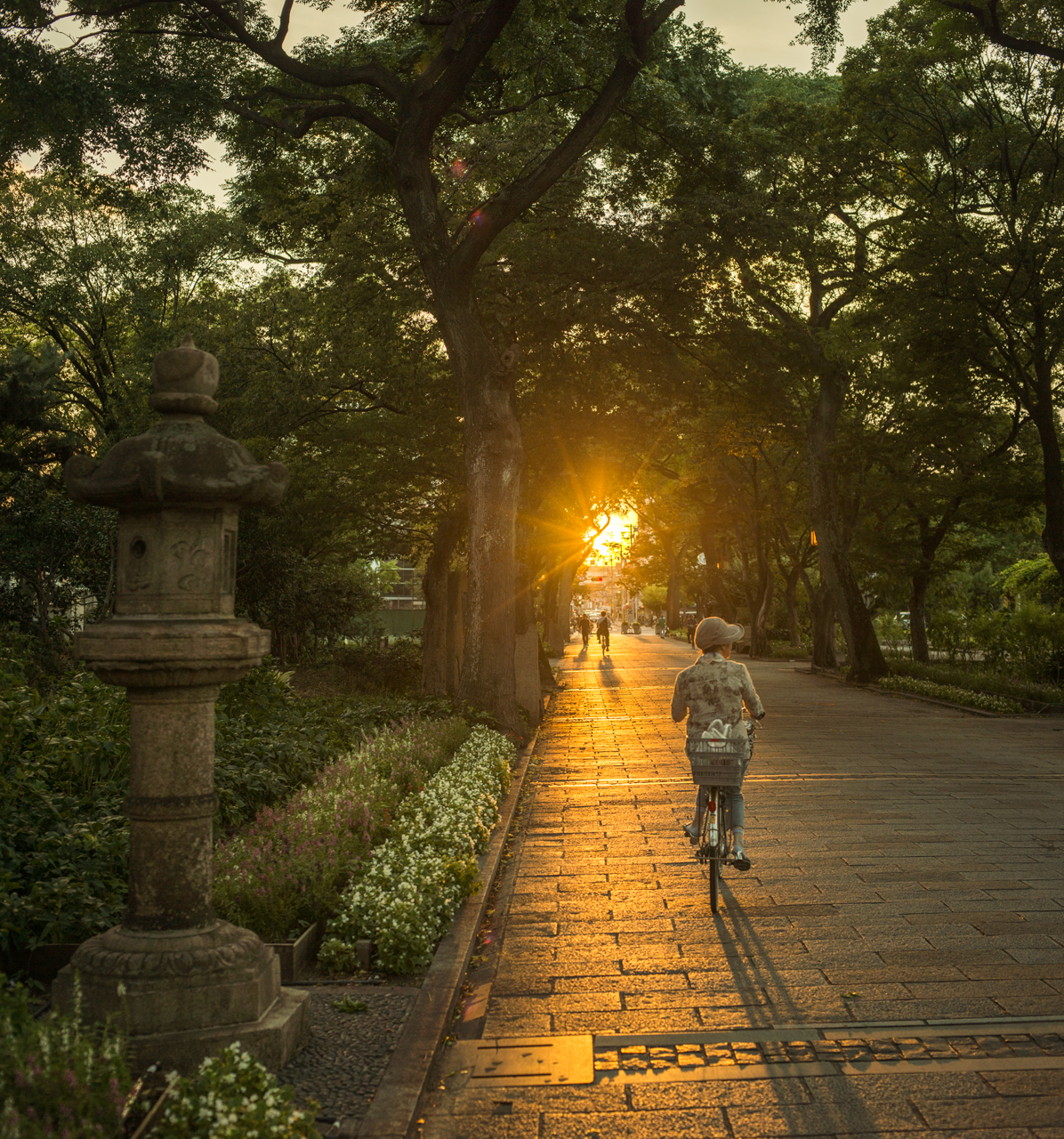
Công viên Sumiyoshi

- Khu Bảo tồn chim Osaka Nanko – Công viên đất ngập nước rộng 19 ha đóng vai trò là điểm dừng chân của các loài chim di cư đến từ Siberia và New Zealand, có các tháp quan sát công cộng[7]
- Công viên Sumiyoshi – được mở vào năm 1873, là công viên nhiều tầng lâu đời nhất tỉnh Osaka
- Công viên Suminoe

### Mua sắm và giải trí
- Trung tâm Thương mại Châu Á & Thái Bình Dương – tổ hợp trung tâm thương mại quốc tế và mua sắm lớn
- Hội trường âm nhạc Zepp Osaka

## Giáo dục
Trường quốc tế:
- Kongo Gakuen, trường dạy tiếng Hàn[8]
- Trường Tiểu học Hàn Quốc Nam Osaka (南大阪朝鮮初級学校), trường dạy tiếng Triều Tiên[9]

## Nhân vật nổi bật
- Ai Otsuka (sinh 1982) – Nữ ca sĩ-nhạc sĩ, họa sĩ minh họa và nghệ sĩ piano J-pop trên avex.
- Yusuke Maruhashi (sinh 1990) – cầu thủ bóng đá người Nhật.
- Soichiro Fujitaka (sinh 1991) – cầu thủ bóng rổ.